# Bretteville-sur-Odon
Bretteville-sur-Odon er en kommune i Calvados departementet i Basse-Normandie regionen i det nordvestlige Frankrig.
Indbyggerne kaldes Brettevillais.
Bretteville-sur-Odon ligger ca. 5 km vest for Caen.
- Hovedbygningen på baroniet
- Klokketårnet på Notre-Dame
- Kirken Notre-Dame-de-Bon-Secours